# Lippisch Ente
Dimensions
Le Lippisch Ente (de l'allemand Ente, canard) est le premier avion-fusée au monde. Dessiné par Alexander Lippisch comme planeur, il a effectué son premier vol motorisé le 11 juin 1928, piloté par Fritz Stamer.

## Historique
À la fin des années 1920, Fritz von Opel entreprend une série de cascades publicitaires autour de la propulsion par moteur-fusée au profit de l'entreprise Opel. Dans cet objectif, il s'est entouré du pyrotechnicien Friedrich Sander (en) et de l'ingénieur pionnier des fusées Max Valier. En mars 1928, les trois hommes se rendent à la Wasserkuppe, montagne devenue l'un des centres du vol à voile allemand, pour étudier la possibilité de monter des fusées sur un aéroplane. Sur place, ils s'intéressèrent à plusieurs planeurs d'Alexander Lippisch, dont la conception sans empennage suggérait l'adéquation pour une propulsion par fusée. Leur concepteur put leur montrer comment ils se comporteraient en installant des petites fusées sur des maquettes de ses appareils. Opel, Sander et Valier revinrent en juin pour acquérir l'un des planeurs, l'Ente, de conception canard.
Deux fusées à poudre noire y sont alors installées, avec un allumage électrique commandé depuis le poste de pilotage. Un système de contrepoids est également installé sous le plancher pour compenser automatiquement le centre de gravité au fur et à mesure de la combustion des fusées. Celles-ci doivent être allumées l'une après l'autre, afin de fournir une poussée continue pendant la plus longue période possible ; chacune ayant un temps de combustion d'environ 30 secondes.
Fritz Stamer, pilote d'essai habituel de Lippisch, est choisi pour piloter l'avion. Après un faux départ, l'appareil put décoller et effectuer un vol de 1 500 m autour de la piste d'atterrissage de la Wasserkuppe.
Lors du second vol, l'équipe décide de mettre à feu les deux fusées ensemble, afin d'augmenter la poussée pendant une courte durée. Cependant, l'explosion d'une des fusées creva la voilure et mit le feu à l'appareil. Stamer réussit à le poser, après avoir atteint l'altitude de 20 m, et évacua l'Ente, qui se consuma et ne put être réparé.
Une réplique fidèle a été construite en 2007, visible au Deutsches Segelflugmuseum (photo).